# Robert Nobel
Robert Hjalmar Nobel (født 4. august 1829 i Stockholm, død 7. august 1896 i Getå) var en svensk erhvervsleder. Han var en del af Nobel-familien som ældste søn af Immanuel Nobel, d.y., og dennes hustru Caroline Andrietta Ahlsell. Han var bror til Ludvig, Alfred og Emil Nobel.
Efter at have afsluttet sin skolegang stod Robert Nobel til søs, og da han vendte hjem igen, trådte han ind i sin fars forretninger i Rusland. I 1840'erne arbejdede han flere år i faderens mekaniske værksteder. I 1860'erne anlagde han sin egen nitroglycerinfabrik ved Helsinki. Da russerne forbød dette, flyttede han fabrikationen til Vinterviken i Sverige. Her opholdt han sig, til han i 1871 rejste til Sankt Petersborg for at arbejde sammen med broderen Ludvig, der havde overtaget faderens og et andet værksted i byen.
På en forretningsrejse i det sydøstlige Rusland kom Nobel til Baku, hvor han blev opmærksom på oliekilderne i området. I 1873 oprettede han et oliefirma i byen og fik sin bror Ludvig interesseret i foretagendet, og et par år senere blev denne formelt involveret i firmaet. Ludvig skød betragtelige summer i olieforetagendet, og i 1878 dannede de to brødre sammen med lillebroderen Alfred selskabet Branobel (Bröderna Nobels Naftaindustri). I 1880 overlod Robert på grund af svigtende helbred ledelsen til Ludvig, og han vendte tilbage til Sverige for at søge helbredelse. Han opsøgte også flere helsebade rundt om i Europa, inden han i 1888 endegyldigt vendte tilbage til sit fødeland, hvor han slog sig ned i Getå.